# 京都女子大学短期大学部
京都女子大学短期大学部（きょうとじょしだいがくたんきだいがくぶ、英語: Kyoto Women's Junior College）は、京都府京都市東山区今熊野北日吉町35に本部を置いていた日本の私立大学である。1950年に設置され、2015年に廃止された。大学の略称は京都女子短大部、京女短。
学校法人京都女子学園（はじめ龍谷女子学園）の運営する京都女子大学に付設された短期大学部である。2010年度を最後に学生募集を停止し、組織の大部分は京都女子大学に統合されたうえで2015年8月31日に廃止された。
開学当初から文科（後に文学科）・家政科（後に生活科学科、更に生活造形学科）、次いで初等教育科（後に初等教育学科）を置く。学科数や入学定員等の規模は、日本の短期大学としては大きかった（最大時には入学定員計1,260人）。「親鸞上人の体せられた仏教精神に基づく人間教育」を建学の精神とし、仏教系大学として、一般教育科目として「仏教学」が開講される。京都女子大学と関係は深く、短大卒業後に京都女子大学へ編入学する者も一定数存在した。

## 沿革
- 1950年 京都女子大学短期大学部開学。運営主体は財団法人龍谷女子学園。文科国語専攻・英語専攻、家政科被服専攻・食物専攻を置く。
- 1951年 運営主体を学校法人京都女子学園に変更。学科を増設する。
  - 国語科II部→1958年3月31日廃止[2]
  - 家政科II部→1958年3月31日廃止[3] 。
- 1958年 初等教育科を増設。
- 1991年 学科名を変更する。
  - 文科→文学科
    - 国語専攻→国語・国文専攻
    - 英語専攻→英語・英文専攻

  - 家政科→生活科学科
    - 被服専攻→生活造形専攻
    - 食物専攻→食物栄養専攻

  - 初等教育科→初等教育学科
- 2004年 生活科学科食物栄養専攻を京都女子大学家政学部に移行し、生活科学科を生活造形学科に改称
- 2011年 学生募集を停止
- 2015年 廃止認可[1]

## 基礎データ

### 所在地
- 京都府京都市東山区今熊野北日吉町35

### 交通アクセス
- JR京都線及び近鉄京都線京都駅より京都市営バス206・特206・208又は100系統で「東山七条」バス停留所で下車、東へ徒歩5分程度。
- 阪急京都本線京都河原町駅6番出口から市バス207系統もある。
- 京阪本線七条駅より徒歩利用もできるが、15分程度はかかる道程となっている。

### 象徴
京都女子大学短期大学部のカレッジマークは大学と同様「フジ」をイメージしている。

## 教育および研究

### 組織

#### 学科
- 文学科
  - 国語・国文専攻：｢国語学概説｣・｢国文学史｣・｢講読古文｣・｢講読漢文｣・｢書道｣・｢中国文学｣・｢日本文化｣などの科目がある。
  - 英語・英文専攻：｢英米文化概説｣・｢イギリス文学概論｣・｢アメリカ文学概論｣・｢グラマー&ライティング｣などの科目がある。
- 生活造形学科：美的感性と表現力の養成をねらいとされている課程で、｢生活科学概論｣・｢色彩学｣・｢生活美学｣・｢服装論｣・｢被服構成学｣・｢アパレル造形実習｣などの科目や、教職課程が設置されている関係上、｢食生活実習｣・｢衣服実習｣・｢保育学｣などの科目もある。
- 初等教育学科：｢教育心理学｣・｢幼児教育学｣・｢保育内容指導法｣・｢発達心理学｣・｢現代学校論｣など初等教育者として必要な科目を学ぶ。

##### 過去に設置されていた学科
- 生活科学科食物栄養専攻：｢栄養学総論｣・｢食品加工学｣・｢調理学実習｣・｢栄養指導論実習｣・｢給食管理実習｣など栄養士資格を取得するための科目が中心に開講されていた。学生募集は2003年度までで、翌年度より京都女子大学家政学部に移行した。

#### 専攻科
- なし

#### 別科
- なし

##### 取得資格について
資格
- 司書・司書教諭
  - 文学科
    - 国語・国文専攻
    - 英語・英文専攻

  - 生活造形学科
  - 初等教育学科

- 栄養士：過去にあった生活科学科食物栄養専攻にて設置されていた。

教職課程
- 中学校教諭二種免許状
  - 国語：文学科国語・国文専攻
  - 英語：文学科英語・英文専攻
  - 家庭：生活造形学科
  - 保健：過去にあった生活科学科食物栄養専攻にて設置されていた。

- 小学校教諭二種免許状：初等教育学科にて設置されている。
- 幼稚園教諭二種免許状：初等教育学科にて設置されている。

## 学生生活

### 部活動・クラブ活動・サークル活動
- 京都女子大学短期大学部のクラブ活動は体育系・文化系ともに大学と合同となっている。

### 学園祭
- 京都女子大学短期大学部の学園祭は「藤花祭」と呼ばれ、大学と合同で行われているのが特徴である。

## 大学関係者と組織

### 大学関係者組織
京都女子大学短期大学部は、大学と同様に同窓会組織である「藤陵会」がある。

### 大学関係者一覧
- 藤音得忍
- 瓜生津隆真

#### 出身者
- 片山由香：女優
- 南かおり：MC、タレント
- 江川悦子：特殊メイクアーティスト
- 番長みるく：フリーライター
- 井上理津子：ノンフィクションライター

## 施設

### キャンパス
大学と共同でキャンパスを使用している。

## 対外関係

### 他大学との協定
- 大学コンソーシアム京都

### 姉妹校
- 龍谷大学
- 龍谷大学短期大学部
- 東九州短期大学

## 卒業後の進路について

### 就職について
- 文学科
  - 国語・国文専攻：任天堂・大阪ガス・出光興産・オムロン・京セラ・京都銀行・全日空ホテルズ・京都トヨペット・佐藤薬品工業・サンゲツ・三洋化成工業・住商リース・住友化学工業・みずほ銀行・髙島屋ファイナンシャル・パートナーズ・東海旅客鉄道・東急ハンズ・三菱東京UFJ銀行・UFJ信託銀行・トクヤマ・ナイキ・中山製鋼所・南都銀行・日新電機・日本生命保険・PHP研究所・ブリヂストン・松下電器・森精機製作所（現在のDMG森精機）・山口銀行・ワコールほか一般企業への就職者が多いのが特徴である。
  - 英語・英文専攻：カプコン・DDIセルラーグループ・関西電力・近鉄百貨店・山陰合同銀行・三協アルミニウム工業・滋賀銀行・島津製作所・住友生命保険・住友特殊金属・全日本空輸・大日本インキ化学工業・大日本スクリーン製造・りそな銀行・大和証券・中央三井信託銀行・東芝メディカルシステムズ・東レ・西日本旅客鉄道・日本航空インターナショナル・ジェイティービー・プリンスホテル・北陸銀行・北陸電力・明治乳業・ヤンマー・ローム・ワコールほか一般企業への就職者が多いのが特徴である。
- 生活科学科
  - 生活造形専攻&生活造形学科：京都中央信用金庫・松下電工（現・パナソニック電工）・クボタ・静岡銀行・スズキ・三井住友海上火災保険・住友不動産・パナホーム・みずほコーポレート銀行・ミキハウス・ミズノ・三菱レイヨン・リンナイ・タカラスタンダード・村田製作所ほか一般企業への就職者が多いのが特徴である。
  - 食物栄養専攻：旭松・一冨士フードサービス・魚国総本社・奥野製薬工業・積水化成品工業・新潟伊勢丹・ニコニコのり・ニチコン・日本銀行・あおぞら銀行・ハウス食品・阪急交通社・阪急百貨店・三井製糖・三菱商事・三菱電機ビルテクノサービスほか一般企業への就職者が多いのが特徴である。
- 初等教育学科：幼稚園などの教育関係ほか、イトーヨーカ堂・河合楽器製作所・岐阜信用金庫・商工組合中央金庫・第一製薬・ダイハツ工業・パナホーム・プリモ店・トヨタ自動車・損害保険ジャパン・リコー・新光証券ほか一般企業への就職者も少なからずいる。

### 編入学・進学実績
これまで、京都女子大学以外では以下の実績がある。
- 文学科
  - 国語・国文専攻：奈良女子大学・愛媛大学・津田塾大学・日本大学・名城大学・京都外国語大学・京都産業大学・京都橘大学・京都文教大学・同志社大学・佛教大学・龍谷大学・大阪大谷大学・関西大学・近畿大学・梅花女子大学・関西学院大学・甲南女子大学・神戸松蔭女子学院大学・神戸親和女子大学・帝塚山大学ほか多数。
  - 英語・英文専攻：大阪外国語大学・杏林大学・京都精華大学・同志社女子大学・関西外国語大学ほか多数。
- 生活科学科
  - 生活造形専攻：お茶の水女子大学・京都工芸繊維大学・大阪女子大学・実践女子大学・大阪経済大学など多数。
    - 食物栄養専攻：女子栄養大学・東京農業大学ほか多数
- 初等教育学科：宇都宮大学・岐阜大学・滋賀大学・京都教育大学・大阪教育大学・神戸大学・山口大学・都留文科大学・日本女子大学・大阪体育大学・神戸女学院大学ほか多数。